# -bar
-bar ist ein häufiges Suffix beim Adjektiv, das der Wortbildung dient. In den meisten Fällen werden transitive Verben mit Hilfe von -bar zu Adjektiven abgeleitet. Beispiel: aus „heilen“ wird „heilbar“. Die Bedeutung von -bar lässt sich mit können umschreiben, da es auf eine Möglichkeit hinweist: „heilbar“ bedeutet dann, dass jemand oder etwas „geheilt werden kann“.

## Bedeutungen
Man kann zwei Bedeutungen unterscheiden:
- eine aktivische wie bei „brennbar“, „haftbar“: „Das Holz ist brennbar“ lässt sich deuten als „Das Holz kann brennen“ oder „Das Holz brennt (leicht, nur schwer,…)“; „Peter ist haftbar“ als „Peter kann/muss (unter bestimmten Umständen) haften.“
- eine passivische wie bei „lieferbar“, „reparierbar“: „Die Ware ist sofort lieferbar“ bedeutet: „Die Ware kann sofort geliefert werden“; „Das Fahrzeug ist nochmal reparierbar“ als „Das Fahrzeug kann nochmal repariert werden.“ Diese Bedeutung wird am meisten verwendet.

## Abweichende Bildungen
In der Werbesprache wurden vereinzelt -bar-Bildungen genutzt, indem regelwidrig Ableitungen aus Adjektiven gebildet wurden. Recht bekannt wurde das Beispiel „unkaputtbar“ für eine neu entwickelte Getränkeflasche aus Kunststoff. Nach dem gleichen Muster wurde für Fahrradreifen, die mit einer Spezialkautschukschicht unter der Lauffläche gegen Splitter geschützt sind, der Ausdruck „unplattbar“ gebildet. Die regelwidrige Bildungsweise weckt die Aufmerksamkeit der Leser und erreicht somit einen für die Werbung erwünschten Effekt.

## Herkunft
Das Suffix -bar geht zurück auf althochdeutsch bāri, das zum Verb beran „tragen“ gehört.

## Produktivität und Ausbreitung
-bar gehört zu den produktiven Wortbildungssuffixen des Deutschen: Es wurden über 2000 Wörter mit diesem Suffix nachgewiesen (Flury 1964). Die Ausbreitung der -bar-Bildungen im Deutschen wurde in Best (2003) untersucht.